# Betty Nuthall
Pour les articles homonymes, voir Shoemaker.
Betty May Nuthall épouse Shoemaker (23 mai 1911 à Surbiton, Angleterre – 8 novembre 1983 à New York, États-Unis) est une joueuse de tennis britannique de l'entre-deux-guerres. Dotée d'un puissant coup droit, elle a fait partie des meilleures joueuses de son époque.
En 1927, à seize ans, elle atteint la finale des Internationaux des États-Unis, battue par Helen Wills.
En 1930, elle devient la première non-Américaine à s'imposer en simple à Forest Hills depuis Mabel Cahill en 1892. Il faut attendre 1968 pour qu'une Britannique l'emporte à nouveau (Virginia Wade).
Elle a aussi gagné plusieurs titres en double dames et double mixte dans des tournois du Grand Chelem.
Betty Nuthall est membre du International Tennis Hall of Fame depuis 1977.

## Palmarès (partiel)

### Titre en simple dames
| No | Date       | Nom et lieu du tournoi                  | Catégorie | Surface      | Finaliste          | Score    |          |
| -- | ---------- | --------------------------------------- | --------- | ------------ | ------------------ | -------- | -------- |
| 1  | 18/08/1930 | US National Championships, Forest Hills | G. Chelem | Gazon (ext.) | Anna McCune Harper | 6-1, 6-4 | Parcours |

### Finales en simple dames
| No | Date       | Nom et lieu du tournoi                  | Catégorie | Surface      | Vainqueure   | Score    |          |
| -- | ---------- | --------------------------------------- | --------- | ------------ | ------------ | -------- | -------- |
| 1  | 22/08/1927 | US National Championships, Forest Hills | G. Chelem | Gazon (ext.) | Helen Wills  | 6-1, 6-4 | Parcours |
| 2  | 25/05/1931 | Internationaux de France, Paris         | G. Chelem | Terre (ext.) | Cilly Aussem | 8-6, 6-1 | Parcours |

### Titres en double dames
| No | Date       | Nom et lieu du tournoi                 | Catégorie | Surface      | Partenaire     | Finalistes                     | Score         |          |
| -- | ---------- | -------------------------------------- | --------- | ------------ | -------------- | ------------------------------ | ------------- | -------- |
| 1  | 18/08/1930 | US National Championships Forest Hills | G. Chelem | Gazon (ext.) | Sarah Palfrey  | Edith Cross Anna McCune Harper | 3-6, 6-3, 7-5 | Parcours |
| 2  | 25/05/1931 | Internationaux de France Paris         | G. Chelem | Terre (ext.) | Eileen Bennett | Cilly Aussem Elizabeth Ryan    | 9-7, 6-2      | Parcours |
| 3  | 17/08/1931 | US National Championships Forest Hills | G. Chelem | Gazon (ext.) | Eileen Bennett | Helen Jacobs Dorothy Round     | 6-2, 6-4      | Parcours |
| 4  | 14/08/1933 | US National Championships Forest Hills | G. Chelem | Gazon (ext.) | Freda James    | Helen Wills Elizabeth Ryan     | Forfait       | Parcours |

### Finales en double dames
| No | Date       | Nom et lieu du tournoi                 | Catégorie | Surface      | Vainqueures                    | Partenaire     | Score         |          |
| -- | ---------- | -------------------------------------- | --------- | ------------ | ------------------------------ | -------------- | ------------- | -------- |
| 1  | 22/08/1927 | US National Championships Forest Hills | G. Chelem | Gazon (ext.) | Kitty McKane Ermyntrude Harvey | Joan Fry       | 6-1, 4-6, 6-4 | Parcours |
| 2  | 22/05/1932 | Internationaux de France Paris         | G. Chelem | Terre (ext.) | Elizabeth Ryan Helen Wills     | Eileen Bennett | 6-1, 6-3      | Parcours |

### Titres en double mixte
| No | Date       | Nom et lieu du tournoi                 | Catégorie | Surface      | Partenaire     | Finalistes                        | Score         |          |
| -- | ---------- | -------------------------------------- | --------- | ------------ | -------------- | --------------------------------- | ------------- | -------- |
| 1  | 19/08/1929 | US National Championships Forest Hills | G. Chelem | Gazon (ext.) | George Lott    | Phyllis Howkins Henry Austin      | 6-3, 6-3      | Parcours |
| 2  | 25/05/1931 | Internationaux de France Paris         | G. Chelem | Terre (ext.) | Patrick Spence | Dorothy Shepherd Henry Austin     | 6-3, 5-7, 6-3 | Parcours |
| 3  | 17/08/1931 | US National Championships Forest Hills | G. Chelem | Gazon (ext.) | George Lott    | Anna McCune Harper Wilmer Allison | 6-3, 6-3      | Parcours |
| 4  | 22/05/1932 | Internationaux de France Paris         | G. Chelem | Terre (ext.) | Fred Perry     | Helen Wills Sidney Wood           | 6-4, 6-2      | Parcours |

### Finale en double mixte
| No | Date       | Nom et lieu du tournoi         | Catégorie | Surface      | Vainqueures                    | Partenaire | Score    |          |
| -- | ---------- | ------------------------------ | --------- | ------------ | ------------------------------ | ---------- | -------- | -------- |
| 1  | 22/05/1933 | Internationaux de France Paris | G. Chelem | Terre (ext.) | Margaret Scriven Jack Crawford | Fred Perry | 6-2, 6-3 | Parcours |

## Parcours en Grand Chelem (partiel)
Si l’expression « Grand Chelem » désigne classiquement les quatre tournois les plus importants de l’histoire du tennis, elle n'est utilisée pour la première fois qu'en 1933, et n'acquiert la plénitude de son sens que peu à peu à partir des années 1950.

### En simple dames
| Année | Championnat d'Australasie Championnat d'Australie | Championnat d'Australasie Championnat d'Australie | Internationaux de France | Internationaux de France | Wimbledon       | Wimbledon        | US National | US National |
| ----- | ------------------------------------------------- | ------------------------------------------------- | ------------------------ | ------------------------ | --------------- | ---------------- | ----------- | ----------- |
| 1926  | -                                                 | -                                                 | -                        | -                        | 2e tour (1/16)  | Phoebe Holcroft  | -           | -           |
| 1927  | -                                                 | -                                                 | -                        | -                        | 1/4 de finale   | Joan Fry         | Finale      | Helen Wills |
| 1928  | -                                                 | -                                                 | 2e tour (1/16)           | G. Charnelet             | 1er tour (1/64) | Phyllis Whitley  | -           | -           |
| 1929  | -                                                 | -                                                 | -                        | -                        | 3e tour (1/16)  | Peggy Saunders   | -           | -           |
| 1930  | -                                                 | -                                                 | -                        | -                        | 1/4 de finale   | Elizabeth Ryan   | Victoire    | Anna McCune |
| 1931  | -                                                 | -                                                 | Finale                   | Cilly Aussem             | 1/4 de finale   | Helen Jacobs     | -           | -           |
| 1932  | -                                                 | -                                                 | 1/2 finale               | Simonne Mathieu          | 1/4 de finale   | Simonne Mathieu  | -           | -           |
| 1933  | -                                                 | -                                                 | 1/2 finale               | Margaret Scriven         | 4e tour (1/8)   | Margaret Scriven | -           | -           |
| 1934  | -                                                 | -                                                 | 3e tour (1/8)            | Lucia Valerio            | 1er tour (1/64) | Eileen Bennett   | -           | -           |
| 1936  | -                                                 | -                                                 | -                        | -                        | 2e tour (1/32)  | Dorothy Round    | -           | -           |
| 1937  | -                                                 | -                                                 | -                        | -                        | 4e tour (1/8)   | Anita Lizana     | -           | -           |
| 1938  | -                                                 | -                                                 | -                        | -                        | 4e tour (1/8)   | Kay Stammers     | -           | -           |
| 1939  | -                                                 | -                                                 | -                        | -                        | 1er tour (1/64) | Gracyn Wheeler   | -           | -           |
| 1946  | -                                                 | -                                                 | -                        | -                        | 4e tour (1/8)   | Dorothy Bundy    | -           | -           |

À droite du résultat, l’ultime adversaire.

### En double dames
| Année | Championnat d'Australie | Championnat d'Australie | Internationaux de France | Internationaux de France | Wimbledon                   | Wimbledon                  | US National            | US National                |
| ----- | ----------------------- | ----------------------- | ------------------------ | ------------------------ | --------------------------- | -------------------------- | ---------------------- | -------------------------- |
| 1927  | -                       | -                       | -                        | -                        | -                           | -                          | Finale Joan Fry        | Kitty McKane E. Harvey     |
| 1928  | -                       | -                       | 1/2 finale Joan Austin   | Suzanne Deve Sylvie Jung | 2e tour (1/16) Cilly Aussem | Effie Hemmant Reid-Thomas  | -                      | -                          |
| 1929  | -                       | -                       | -                        | -                        | 1/2 finale E. Ryan          | P. Howkins D. Shepherd     | -                      | -                          |
| 1930  | -                       | -                       | -                        | -                        | 1/4 de finale E. Bennett    | Edith Cross Sarah Palfrey  | Victoire Sarah Palfrey | Edith Cross Anna McCune    |
| 1931  | -                       | -                       | Victoire E. Bennett      | Cilly Aussem E. Ryan     | 1/2 finale E. Bennett       | Doris Metaxa Josane Sigart | Victoire E. Bennett    | Helen Jacobs Dorothy Round |
| 1932  | -                       | -                       | Finale E. Bennett        | E. Ryan Helen Wills      | 3e tour (1/8) E. Bennett    | P. Holcroft E. Harvey      | -                      | -                          |
| 1933  | -                       | -                       | 1/4 de finale E. Bennett | S. Barbier Lolette Payot | 1/4 de finale E. Bennett    | Elsie Pittman Joan Ridley  | Victoire Freda James   | Helen Wills E. Ryan        |
| 1934  | -                       | -                       | 2e tour (1/8) M. Scriven | Jędrzejowska Susan Noel  | 3e tour (1/8) Freda James   | Kitty McKane M. Scriven    | -                      | -                          |
| 1936  | -                       | -                       | -                        | -                        | 2e tour (1/16) A. de Smidt  | A. McOstrich Jean Saunders | -                      | -                          |
| 1937  | -                       | -                       | -                        | -                        | 3e tour (1/8) Nancy Lyle    | E. Dearman Joan Ingram     | -                      | -                          |
| 1938  | -                       | -                       | -                        | -                        | 1er tour (1/32) Nancy Lyle  | Doris Metaxa Josane Sigart | -                      | -                          |
| 1939  | -                       | -                       | -                        | -                        | 1/2 finale Jean Nicoll      | Helen Jacobs Billie Yorke  | -                      | -                          |
| 1946  | -                       | -                       | -                        | -                        | 1/4 de finale M. Scriven    | Dorothy Bundy P. Canning   | -                      | -                          |

Sous le résultat, la partenaire ; à droite, l’ultime équipe adverse.

### En double mixte
| Année | Championnat d'Australie | Championnat d'Australie | Internationaux de France  | Internationaux de France  | Wimbledon | Wimbledon | US National          | US National             |
| ----- | ----------------------- | ----------------------- | ------------------------- | ------------------------- | --------- | --------- | -------------------- | ----------------------- |
| 1928  | -                       | -                       | 2e tour (1/8) C. Kingsley | M. Broquedis Jean Borotra | -         | -         | -                    | -                       |
| 1929  | -                       | -                       | -                         | -                         | -         | -         | Victoire George Lott | P. Howkins Henry Austin |
| 1931  | -                       | -                       | Victoire P. Spence        | D. Shepherd Henry Austin  | -         | -         | Victoire George Lott | Anna McCune W. Allison  |
| 1932  | -                       | -                       | Victoire Fred Perry       | Helen Wills Sidney Wood   | -         | -         | -                    | -                       |
| 1933  | -                       | -                       | Finale Fred Perry         | M. Scriven Jack Crawford  | -         | -         | -                    | -                       |

Sous le résultat, le partenaire ; à droite, l’ultime équipe adverse.